# Coptops
Coptops – rodzaj chrząszczy z rodziny kózkowatych i podrodziny zgrzypikowych.

## Zasięg występowania
Przedstawiciele tego rodzaju występują w Afryce, południowej Azji, zachodniej Oceanii oraz na wyspach Oceanu Indyjskiego.

## Systematyka
Do Coptops należą 43 gatunki i 2 podrodzaje:

- Podrodzaj: Coptops Audinet-Serville, 1835
  - Coptops aedificator
  - Coptops alboirrorata
  - Coptops albonotatus
  - Coptops andamanicus
  - Coptops annamensis
  - Coptops annobonae
  - Coptops annulipes
  - Coptops brunneus
  - Coptops cameroni
  - Coptops curvatosignatus
  - Coptops diversesparsus
  - Coptops huberi
  - Coptops humerosus
  - Coptops hypocritus
  - Coptops illicitus
  - Coptops intermissus
  - Coptops japonicus
  - Coptops leucosticticus
  - Coptops licheneus
  - Coptops lituratus
  - Coptops marmoreus
  - Coptops mindanaonis
  - Coptops mourgliai
  - Coptops nigropunctatus
  - Coptops ocellifer
  - Coptops pacificus
  - Coptops pardalis
  - Coptops pascoei
  - Coptops penghuensis
  - Coptops purpureomixtus
  - Coptops robustipes
  - Coptops rufus
  - Coptops rugosicollis
  - Coptops semiscalaris
  - Coptops senegalensis
  - Coptops similis
  - Coptops szechuanicus
  - Coptops tetricus
  - Coptops thibetanus
  - Coptops undulatus
  - Coptops variegatus
  - Coptops vomicosus
- Podrodzaj: Trichocoptops Breuning, 1966
  - Coptops europae